# ده كلهور (قلعة أصغر)
ده کلهور (بالفارسية: ده کلهور) هي قرية تقع في إيران في ناحية لاله زار.